# Uchronie
Pour les articles homonymes, voir Uchronie (homonymie).

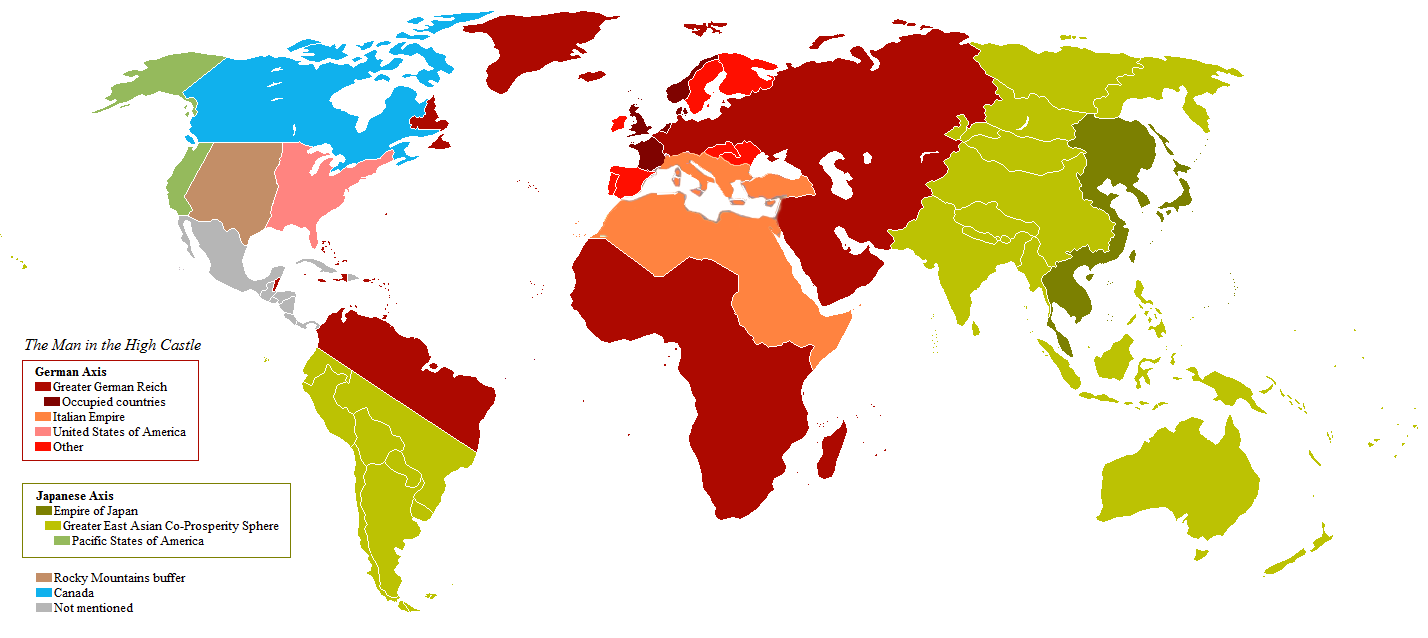
Cette carte du monde a été inspirée à un contributeur de Wikimedia Commons par Le Maître du Haut Château, uchronie dans laquelle l'Allemagne nazie et l'empire du Japon ont remporté la Seconde Guerre mondiale.

Dans la fiction, l’uchronie est un genre qui repose sur le principe de la réécriture de l’Histoire à partir de la modification du passé. « Uchronie » est un néologisme du XIXe siècle créé par Charles Renouvier avec pour modèle l’utopie, un « u » {pour οὐ (oú), préfixe de négation} et χρόνος (chronos), le temps : étymologiquement, le mot désigne donc un « non-temps », un temps qui n’existe pas. On utilise également abusivement l’anglicisme « histoire alternative » (alternate history)  
.
L’auteur d’une uchronie prend comme point de départ une situation historique existante, modifie un évènement ayant eu lieu pour ensuite imaginer les différentes conséquences possibles. Cette volonté de changer le cours de l’Histoire pour imaginer ce qu’elle aurait pu être rappelle la phrase de Blaise Pascal : « Le nez de Cléopâtre : s’il eût été plus court, toute la face de la terre aurait changé » (Pensées, édition Brunschvicg, fragment 162).

## Étymologie
Le mot a été inventé par Charles Renouvier, qui intitule Uchronie, l’utopie dans l’histoire. L’« Uchronie » est donc un néologisme du XIXe siècle fondé sur le modèle d’utopie (mot créé en 1516 par Thomas More pour servir de titre à son célèbre livre, Utopia), avec un « u » privatif et, à la place de « topos » (lieu), « chronos » (temps). Étymologiquement, le mot désigne donc un « non-temps », un temps qui n’existe pas.

## Définition
Selon l'inventeur du terme en 1876, Charles Renouvier, l'auteur d'une uchronie « écrit l'histoire, non telle qu'elle fut, mais telle qu'elle aurait pu être, à ce qu'il croit ».
Le dictionnaire Larousse du XIXe siècle donne la définition suivante : « UCHRONIE (n.f.) : utopie appliquée à l’histoire ; histoire refaite logiquement telle qu’elle aurait pu être ». 
Le mot « uchronie » est présent dans le Petit Larousse illustré de 1913 mais également dans le Nouveau Larousse Universel de 1948.
Régis Messac donne en 1936, dans sa revue Les Primaires, cette définition de l’uchronie : « Terre inconnue, située à côté ou en dehors du temps, découverte par le philosophe Renouvier et où sont relégués, comme des vieilles lunes, les événements qui auraient pu arriver, mais ne sont pas arrivés ».
Une définition assez proche, « Histoire refaite en pensée telle qu'elle aurait pu être et qu'elle n'a pas été » par Georges Thines et Agnès Lempereur, dans le Dictionnaire général des sciences humaines, Paris, Éditions universitaires, 1975, est citée comme point de philosophie sur le site du CNRTL. 

Cette définition écarte, sans totalement les exclure, les récits de voyages dans le temps et de mondes parallèles, malgré des liens étroits avec l’uchronie qui n'ont pas à réellement parler[pas clair]d'« Évènement divergent en uchronie » mais d'un faisceau étroitement relié d'évènements avec l'Univers parallèle romancé,. 
On y trouve aussi par ce biais son sens ordinaire « Époque fictive; évocation imaginaire dans le temps », adoptée notamment par le critique littéraire-historien Raymond Trousson[réf. nécessaire]. Ce sens trop large de l'uchronie, qui peut inclure toute la littérature d'anticipation, est critiqué (par exemple, par Hinrich Hudde).

## Historique

### Prémices et naissance
Le plus ancien exemple connu d'uchronie apparaît dans Histoire de Rome depuis sa fondation de Tite-Live (Livre IX, sections 17-19). Il évoque l'hypothèse qu’Alexandre le Grand ait lancé sa conquête à l'Ouest plutôt qu’à l'Est ; il aurait attaqué Rome au IVe siècle av. J.-C.
En 1659, Michel de Pure publie Épigone, histoire du siècle futur.
La première œuvre entièrement uchronique semble avoir été le roman de Louis Napoléon Geoffroy-Château, juge au tribunal civil de Paris, Napoléon et la conquête du monde (1836) (appelé aussi Napoléon apocryphe). Dans ce livre, Geoffroy-Château postule que Napoléon aurait fui Moscou avant le désastreux hiver 1812. Pour l'auteur, l'empereur aurait eu assez de forces militaires pour conquérir le monde.
En langue anglaise, la première uchronie littéraire connue est une nouvelle de l'Américain Nathaniel Hawthorne, P.'s Correspondence (1846) (« La correspondance de P. », traduction d'Alexandra Lefebvre, dans le recueil « Le Hall de l'Imagination », Éditions Allia, Paris, 2006), qui passe pour fou, raconte ses rencontres avec des personnalités littéraires et politiques anglaises d'un 1845 différent de notre 1845 (années 1840), où toutes ces figures sont déjà mortes. Lord Byron n'est pas disparu en héros de la lutte pour l'indépendance grecque, mais est devenu un vieux nobliau obèse, conservateur farouche faisant expurger et censurer sa propre poésie, et abandonnant Moore à la misère et à la mort. Robert Burns vit toujours, mais un peu gâteux. Walter Scott est paralysé et sénile, William Wordsworth vient de mourir. Percy Bysshe Shelley, rescapé de la noyade au large de La Spezia, est devenu un anglican dévot : il écrit de la littérature pieuse et prépare l'édition d'une Preuve philosophico-religieuse du christianisme. John Keats se consacre à la composition d'une épopée de l'avenir de l'humanité. Napoléon Bonaparte, âgé de 70 ans, revenu de Sainte-Hélène où le climat l'a irrémédiablement diminué, erre seul dans les rues de Londres, déchu, oublié de tous. Edmund Kean, le fameux acteur shakespearien, mort même dans cet univers, se produit néanmoins encore à Drury Lane, mais seulement dans le rôle du fantôme de Hamlet…
En 1876, Charles Renouvier publie son Uchronie (l'utopie dans l'histoire) : esquisse historique apocryphe du développement de la civilisation européenne tel qu'il n'a pas été, tel qu'il aurait pu être. Ce récit uchronique est censé être l'œuvre d'un hérétique de « notre » XVIIe siècle, condamné au bûcher par l'Inquisition ; il est encadré par des textes présentant cet auteur imaginaire et de documents associés, dans une structure emboîtée :

« Il s'agit de l'histoire d'un certain Moyen Âge occidental que l'auteur fait commencer vers le premier siècle de notre ère et finir dès le quatrième, puis d'une certaine histoire moderne occidentale qui s'étend du cinquième au neuvième. Mais cette histoire, mêlée de faits réels et d'événements imaginaires, est en somme de pure fantaise, et la conclusion de ce livre singulier s'éloigne on ne peut plus de la triste vérité. L'écrivain compose une uchronie, utopie des temps passés. Il écrit l'histoire, non telle qu'elle fut, mais telle qu'elle aurait pu être, à ce qu'il croit, et il ne nous avertit ni de ses erreurs volontaires, ni de son but.
Uchronie (l'utopie dans l'histoire) : esquisse historique apocryphe du développement de la civilisation européenne tel qu'il n'a pas été, tel qu'il aurait pu être… »

Dans cette œuvre, la divergence avec notre histoire se produit au IIe siècle, à Rome, sous Marc Aurèle ; l'issue différente d'une intrigue de cour incite l'empereur stoïcien à radicaliser sa politique anti-chrétienne et à exclure les chrétiens de la citoyenneté. Le christianisme ne devient pas religion d'État conquérante et agressive sous Constantin Ier mais se développe chez les Barbares, sous une forme plus douce et plus évangélique. Au XVIe siècle, l'Europe hérite d'une histoire pacifiée, où l'Église a paisiblement infiltré un empire plus stable et durable ; la Réforme protestante violente et les Guerres de religion n'ont pas eu lieu.

Le mot est inventé recouvrant un concept déjà existant.
Le premier roman anglais uchronique-utopique est Aristopia de Castello Holford (1895). Holford imagine que les premiers colons de Virginie ont découvert une montagne d'or qui leur aurait permis de bâtir une société utopique en Amérique du Nord.
Plusieurs autres œuvres uchroniques paraissent ponctuellement à la fin du XIXe et au début du XXe siècle.

### Genre littéraire vivant
Cependant, le travail majeur suivant fut certainement, en 1931, la parution d'une anthologie d'« histoires alternatives » (selon la dénomination anglaise) par l'historien britannique, Sir John Collings Squire (en) et titrée If It Had Happened Otherwise (Si ça s'était passé autrement). C'est un recueil de textes écrits par de grands professeurs d'histoire des universités d'Oxford et de Cambridge. On y trouve par exemple :
- Si les Maures avaient gagné en Espagne...
- Si Louis XVI avait eu une once de fermeté...
- Si Napoléon avait gagné...
- Si Lee avait gagné la bataille de Gettysburg... qui a pour cadre la guerre de Sécession. Un texte de Winston Churchill qui imagine un historien sudiste vivant dans un monde où les Confédérés (ou sudistes) ont gagné, cet historien imaginant ce que serait le monde si les Nordistes avaient gagné. Ce texte est donc une mise en abyme de l'uchronie qui sera répétée dans les mêmes termes par Ward Moore dans son roman Bring the Jubilee (en français Autant en emporte le temps, Denoël, Présence du Futur) puis par Philip K. Dick dans Le Maître du Haut Château. Dick décrit un monde moderne où la Seconde Guerre mondiale a été gagnée par les forces de l'Axe Rome-Berlin-Tokyo, dans lequel un écrivain américain publie une uchronie imaginant que ce sont les Alliés qui ont gagné.

L'uchronie devint populaire petit à petit grâce aux magazines américains publiant des nouvelles de science-fiction. En décembre 1933, Astounding Stories publie Ancestral Voices (Les voix ancestrales) de Nat Schachner, puis Sidewise in Time de Murray Leinster. Leinster complexifie les changements historiques : dans son univers, les pays commercent avec leurs analogues du passé et du futur. Le point de vue est celui du héros, un professeur d’université, qui voyage de monde en monde pour découvrir ce qui serait advenu du monde si tel événement avait été différent. Dans la même période des années 1930 se développent les histoires de voyage dans le temps.
Le genre de l'uchronie connaît un essor commercial depuis la fin des années 1980 avec plusieurs auteurs prolifiques (Harry Turtledove, Harry Harrison et Kim Stanley Robinson) et deux auteurs qui éditent des anthologies de récits uchroniques (Gregory Benford et Mike Resnick).
Turtledove a développé plusieurs séries de romans :
- Le Sud gagne la guerre de Sécession à cause d'un incident entre le Nord et la Grande-Bretagne qui décide de prendre parti (volume initial How Few Remain puis trilogies ou tétralogies The Great War, American Empire, et Settling Accounts) ;
- La Terre est envahie par des extra-terrestres en 1942 (séries Worldwar et Colonization puis volume de conclusion Homeward Bound) ;
- L'Amérique n'a pas été colonisée par les êtres humains pendant la préhistoire. De nos jours, des mammouths et des espèces préhumaines y ont donc survécu.

En 1995 est créé le Sidewise Award for Alternate History, du nom de l'histoire de Murray Leinster et des mondes parallèles.
L'uchronie est un variant de l'utopie pour Daniel S. Larangé, qui l'étudie dans le cadre de la théorie des mondes possibles dans les années 2000. L'uchronie permettrait de passer à une théorie des mondes multiples au regard du principe de l'effet domino. Elle conforterait la théologie de l'histoire qui suppose la présence d'une raison dans la destinée des événements et des actions humaines qu'ils impliquent. Une pareille représentation prouverait à quel point l'homme est devenu un être de récits, qui se nourrit d'histoires et produit constamment autour de lui un environnement « historique ». Il en vient donc à identifier selon lui les récits uchroniques qui reconstruisent l'histoire, qui sont des discours spirituels qui expriment les craintes et les espérances d'une société à un moment donné. En ce sens, l'homme est bien un-être-pour-le-livre (zum Buch sein), selon l'expression formée par Emmanuel Levinas et repris par Edmond Jabès. 
Enfin, Bernard Deloche utilise également le terme d'uchronie pour déterminer le rapport au temps des musées. À travers les processus de sélection du patrimoine (et donc des œuvres), forcément partiaux et subjectifs, les musées ré-écrivent l'histoire à travers le prisme de l'exceptionnel et d'objets témoins de cultures passées et parfois éloignées. L'uchronie est ici vue comme une forme de rapport à l'histoire.

## Procédés uchroniques

### Point de divergence
Le moment où l’histoire réelle et l’histoire uchronique divergent est appelé « point de divergence » ou "point de scission" selon l'expression de Charles Renouvier. Ces points de divergence sont souvent liés à des événements symboliques d'une période de l'histoire.
Par exemple, dans Le Maître du Haut Château de Dick, c’est l’assassinat de Franklin Roosevelt à Miami en 1933 par Giuseppe Zangara qui fait basculer l’intrigue dans la fiction. Les États-Unis ne parviennent pas à sortir de la grande dépression et restent figés dans leur neutralité face à Hitler. Le Royaume-Uni, puis la Côte Est sont conquis, les Japonais s'emparant de la Côte Ouest. Dans La Brèche le Brigadier-général Norman Cota, qui a historiquement initié la sortie de la plage d'Omaha le 6 juin 1944, est tué sur celle-ci à la suite d'une interférence avec des voyageurs temporels, ce qui brise l'élan.
La théorie du multivers postule que des points de divergence surviennent à chaque instant, créant sans cesse des univers parallèles (exemple : si les dinosaures n’avaient pas disparu, si l’Empire romain n’avait pas disparu, etc.).

## Œuvres uchroniques par média

### Réseau sociaux[13]
- Les réseaux sociaux tel que YouTube sont devenus des vecteurs d'uchronies importants.
- En francophonie, la chaîne de AlterHis est l'une des principales chaînes traitant le sujet.

### Télévision
- Dans l'épisode Contretemps (The City on the Edge of Forever) de la première saison de Star Trek, le docteur McCoy manque empêcher la mort d'une Américaine, Edith Keeler, militante de la paix des années 1930, dont la survie aurait ouvert la porte à une victoire nazie[14].
- Dans le dessin-animé American Dad! (saison 2, épisode 9), Stan remonte le temps pour tenter de tuer Jane Fonda. En effet, dans cet épisode, Stan bouleverse le continuum espace temps qui modifie le présent où les États-Unis se sont soumis aux Russes après la victoire de ces derniers face à Walter Mondale qui succède à Ronald Reagan à la présidence.
- L'anime Code Geass déploie un univers des XXe et XXIe siècles dans lequel Napoléon Ier aurait gagné les guerres napoléoniennes, restructurant la géopolitique mondiale par une division du monde en trois blocs : Britania, une Amérique unifiée autour des émigrés aux valeurs réactionnaires ; l'Euro Universe, une Europe unifiée autour de valeurs démocratiques ; et la Confédération Chinoise, une Asie unifiée autour de valeurs oscillant entre le communisme (saison 1) et le féodalisme (saison 2). Certains événements du XXe siècle y sont rejoués différemment, comme la prise du chalet Asama ou la répression du métro de Shinjuku en mai 68 dans la saison 1, et l'utilisation de la bombe atomique contre le Japon dans la saison 2.
- Dans la série Sliders : Les Mondes parallèles, un jeune étudiant invente un appareil capable de générer un vortex qui débouche sur des réalités parallèles, des mondes où l'histoire de la Terre a évolué de manière différente (l'URSS a conquis les États-Unis, les dinosaures n'ont pas disparu, etc.).
- Depuis 2015, dans l'adaptation du roman de Philip K. Dick, Le Maître du Haut Château dans la série du même nom : elle imagine un monde où les États-Unis auraient été victimes d'une bombe A lancée par les nazis et auraient perdu la Seconde Guerre mondiale face au IIIe Reich et aux Japonais.
- Dans la même veine, l'adaptation du roman Le Complot contre l'Amérique de Philip Roth fait observer la victoire du Républicain isolationniste Charles Lindbergh à l'élection présidentielle de 1940, face à Franklin Delano Roosevelt. La communauté juive subit des attaques et choisit d'émigrer vers le Canada.
- Dans le onzième épisode de la quatrième saison de la série Person of Interest, on assiste à différents scénarios possibles au travers de simulations menées par la Machine, ayant des conséquences très différentes à partir d'une même situation de départ.
- Pour clore la saison 14 (en 1991), l'ultime saison de Dallas, un double épisode fut diffusé. Saoul et esseulé, un pistolet en main, J.R. est à Southfork et rencontre un mystérieux Adam. Ce personnage propose de lui montrer ce qu'aurait été la vie de la famille Ewing, et de ses amis, si J.R. n'avait jamais existé (Bobby, son frère, est endetté jusqu'au cou ; Cliff Barnes, son ennemi, est président des États-Unis, etc.).
- Le dernier épisode (22) de la saison 2 de Médium, « La cicatrice du passé », met en scène la vie de l'héroïne si elle avait fait un autre choix professionnel et sentimental.
- Dans l'épisode L'ange gardien de la troisième saison de la série Clair de lune, à la veille de Noël, Maddie Hayes, mécontente de ses employés, souhaite n'avoir jamais sauvé l'agence de détectives Clair de lune de la faillite. Son ange gardien apparaît alors et exauce son vœu. Elle découvre ce que sont devenus ses ex-employés, et elle-même, dans une réalité alternative où elle aurait licencié tout le monde et déposé le bilan.
- Dans La Révolution, Aurélien Molas met en scène une uchronie de la Révolution Française.
- La série For All Mankind (2019) réécrit l'histoire de la conquête spatiale en imaginant qu'un soviétique a posé en premier le pied sur la lune.
- La chaîne AlterHis[15] est spécialisée dans l'uchronie. Le vidéaste traite de scénarios alternatifs tels que la non accession au pouvoir de Staline, la conquête d'une naissante république romaine par Alexandre le Grand, l'indépendance de la Bretagne et si Pablo Escobar était devenu le président de la Colombie, ou encore une web-série de 3 saisons dans laquelle le Paris moderne est téléporté en 1328.
- La série Points de repères produite par Mad Films et diffusée sur Arte propose un concept innovant : revivre la Grande Histoire en revenant sur ces moments charnières qui en ont affecté le cours. L'épisode commence toujours avec une uchronie en rapport avec le sujet pour ensuite tirer le fil de l'Histoire et tout comprendre[16].
- Dans la série d'anthologie Love,Death and Robots où sa première saison est sortie en 2019, on y retrouve un épisode intitulé "Histoires Alternatives" où Hitler meurt de différentes façons, changeant le futur.
- Dans l'épisode Allo, Hitler ? de la troisième saison de la série Misfits, un rescapé de la Shoah, décide d'utiliser le pouvoir de remonter dans le temps pour tenter d'assassiner Adolf Hitler. Cependant il échoue et laisse s'échapper son téléphone portable avant de revenir en 2011. Ce dernier acte change l'Histoire : grâce à l'avancée technologique qu'est le téléphone portable, Hitler gagne la guerre et envahit le Royaume-Uni.

### Musique
Le compositeur Thomas Lacôte intéressé par la « cristallisation du Temps » a mis en lumière les possibilités de l'uchronie de l'interprétation en musique dans son œuvre en deux volets Uchronies pour deux pianos. 
Il constate que l'auditeur n'a de toutes façons pas accès à « cette forme ouverte de composition à interpréter librement...que Ligeti (entre autres) avait mise en place dans les années 1960...mais qui fut terminée dans les années 1980 ». Il cite sa démarche personnelle dans son article « Uchronies musicales », traitant d'œuvres du XVIIIe siècle à nos jours, de Mozart, Beethoven, Frédéric Chopin, Gabriel Fauré, Philippe Hurel, etc.

### Peinture
De nombreux artistes retravaillent les toiles de maître de la peinture sur base d'interprétations uchroniques par exemple écologiques comme dans la série des Uchronies éoliennes de l'artiste Claude Biche (images) et textes associés (Jennifer Lavallé).

### Uchronie à l’intérieur d’un univers fictif
Pour varier les intrigues de leur série, certains scénaristes imaginent des variations de type uchronique à l’intérieur de l’univers fictif qu’ils animent.
- Dans l'univers Marvel, la série What if ? donnait lieu à chaque numéro à l’histoire d’une nouvelle uchronie à partir d'événements marquants internes à son propre univers : et si Hulk avait conservé l'intelligence de Bruce Banner ? Et si c'était quelqu'un d'autre que Peter Parker qui avait été mordu par une araignée radioactive ? Etc.
- Mark Millar (scénariste), Superman: Red Son, bande dessinée : et si la capsule transportant Kal-L bébé avait atterri en territoire soviétique et non au Kansas ? L'univers DC regorge de ce type d’histoires, généralement publiées sous le label Elseworlds.
- Don Rosa, Si Donald n’existait pas ? (The Duck who never was), bande dessinée, 1994 : que seraient devenus les habitants de Donaldville si Donald n'était pas né ?
- Dans Star Wars: Infinities, un événement marquant de chaque film (de la trilogie originale, donc les épisodes 4-5-6) n'a pas lieu, et l'auteur nous en dévoile les conséquences.
- Dans Justice League, Vandall Savage prend la place d'Adolf Hitler qui est cryogénisé dans le passé et Vandall Savage change le cours de l'histoire de la Seconde Guerre mondiale pour sa continuité avec l'aide des véhicules de haute technologie.
- Dans Les Orchidées de Staline Corinne de Vailly et Normand Lester imaginent que des animalistes reprennent au début du XXIe siècle le projet de Staline de créer un hybride homme-singe. Leur second roman Verglas attribue la tempête de verglas qui a ravagé le Québec en 1998 à des expériences du Pentagone qui ont mal tourné.
- Dans The Legend of Zelda, il existe trois univers alternatifs qui commencent à partir d’Ocarina of Time : soit Link gagne (sous forme infantile ou mature), soit c'est Ganon, qui va remporter la victoire sur son adversaire. À noter que Breath of the Wild est le seul épisode, avec sa suite, 'Tears of the Kingdom, à appartenir à la fois aux trois chronologies post-Ocarina of Time.
- L'uchronie est parfois utilisée dans les fanfictions.

### Jeux de rôle
L'uchronie est étrangement rare dans le jeu de rôle. Cela tient sans doute au fait qu'elle occupe une place mixte entre l'historique, qui a ses charmes, et le fantastique débridé, qui attire la plupart des joueurs. Bien que de nombreux jeux de rôle occultes contemporains soient basés sur une « histoire secrète », ce ne sont pas des uchronies.
- Dans Khaos 1795, les députés les plus radicaux ont instauré la Terreur. Fouquier-Tinville est dans cette dystopie le grand-prêtre d’un culte secret dévoué à une mystérieuse entité ténébreuse : un œil de feu au-dessus de l’Observatoire de Paris. La présence de l’entité altère les lois physiques naturelles pour créer un monde fantastique et oppressant.
- Deadlands est une uchronie dans laquelle, en 1863, un chaman indien réveille la magie des Manitou pour sauver son peuple, ce qui bouleverse l'Histoire américaine (en particulier, le Sud gagne son indépendance).
- Mega est le seul jeu qui ait fait un usage intensif de l'uchronie, la plupart de ses univers parallèles en étant.
- Dans Rétrofutur, un contact mental extraterrestre en 1860 amène tous les dirigeants de la planète à s'engager dans la voie d'un progrès technologique forcené et d'une unification politique globale. Seules la Russie et l'Inde britannique y échappent. En 1953, le monde est régi par des Agences toutes-puissantes tirées de 1984 ; Albert Einstein allume la flamme de la Résistance en prouvant que les Étrangers sont incompatibles avec la relativité générale.
- La Terre creuse repose sur l'uchronie classique de la victoire de l'Axe, mais se situe mille ans après.
- Tigres volants débute en 1989 sur une Troisième Guerre mondiale assez surprenante, dans laquelle la Chine attaque le Japon, puis les États-Unis, avant de trahir l'URSS et de prendre Moscou en trois jours ; la suite de son histoire est tout aussi spéciale. Mais le jeu se déroulant au XXIIIe siècle, cela compte peu.
- Dans Crimson Skies, à la suite de la prohibition et de la Grande Dépression de 1929, les États-Unis sont morcelés en plusieurs confédérations et ne réalisent pas les travaux d'infrastructures routières pour relier les grandes villes du continent. Dans les années 1930, l'utilisation des dirigeables est la meilleure façon d'effectuer des transports de marchandises, mais permet aussi l'apparition de la piraterie aérienne.
- Hellywood propose de jouer dans une ville imaginaire, Heaven Harbor, où en 1942 s'est ouvert un passage vers les Enfers d'où sont sortis des créatures non humaines appelées les Cornus : des succubes au très fort sex-appeal, des golems d'une très grande force, des séraphins aux ailes diaphanes et même des morts-vivants. Sept ans ont passé et les cornus issus des Enfers sont finalement intégrés à la société et souffrent de racisme et de discrimination… Aux Éditions John Doe.